# Цигелхајм
Цигелхајм (њем. Ziegelheim) општина је у њемачкој савезној држави Тирингија. Једно је од 40 општинских средишта округа Алтенбургер Ланд. Према процјени из 2010. у општини је живјело 928 становника. Посједује регионалну шифру (AGS) 16077055.

## Географски и демографски подаци
Цигелхајм се налази у савезној држави Тирингија у округу Алтенбургер Ланд. Општина се налази на надморској висини од 220 метара. Површина општине износи 17,3 km². У самом мјесту је, према процјени из 2010. године, живјело 928 становника. Просјечна густина становништва износи 54 становника/km².